# Suzanne Valadon
Suzanne Valadon, egentligen Marie-Clémentine Valadon, född 23 september 1865 i Bessines-sur-Gartempe, Frankrike, död 7 april 1938 i Paris, var en fransk målare. 
Valadon började som modell för Puvis de Chavannes, Renoir och Toulouse-Lautrec. Hon började måla 1909 och blev själv en erkänd konstnär. Hon var också mor till konstnären Maurice Utrillo.

## Biografi
Suzanne Valadon var dotter till en ogift tvätterska. Vid femton års ålder började hon arbeta som cirkusakrobat, men ett fall från en trapets ett år senare ändade den karriären.

### Konstnärskap
I Montmartre i Paris odlade hon sitt intresse för konst. Hon arbetade först som modell för flera konstnärer medan hon observerade och lärde sig deras tekniker innan hon själv blev en välkänd konstnär. Hon stod modell för Henri de Toulouse-Lautrec (som gav henne målerilektioner), Pierre-Auguste Renoir och Pierre-Cécile Puvis de Chavannes - de två senare hade hon även kärleksaffärer med. Hon träffade Edgar Degas som blev imponerad av hennes djärva teckningar och fina målningar, han köpte hennes verk och uppmuntrade hennes arbete.
Valadon målade stilleben, porträtt, blomstermotiv och landskap som är kända för sina starka kompositioner och levande färger. Hon var dock mest känd för sin målningar med nakenstudier. Hon var en perfektionist och arbetade på några av sina oljemålningar i upp till tretton år innan hon visade dem. Hon arbetade också i pastell. Hennes första utställningar, som hölls i början av 1890-talet, bestod i huvudsak av porträtt. Hon förändrades stilistiskt under sitt liv och var varken knuten till realismen, fauvismen eller expressionismen, även om vissa av hennes verk klassificerats som symbolistiska, syntetistiska eller fauvistisiska.
Idag kan en del av hennes verk ses på Centre Georges Pompidou i Paris, Musée des Beaux Arts i Grenoble, och på Metropolitan Museum of Art i New York.

### Privatliv
Trots hennes ekonomiska framgångar och vunna erkännande för sin konstnärliga framgångar överskuggades hennes berömmelse av hennes son som föddes 1883. Suzanne Valadon avslöjade aldrig vem fadern var och gav honom namnet Maurice Valadon. Sonen tog senare efternamnet från en nära vän till hans mor, Miguel Utrillo y Morlius, som ägde Auberge du Clou, en krog som besöktes av boende, butiksägare, arbetstagare och konstnärer i Montmartre. Krogen hade en skuggteater i källaren och Miguel skapade landskap och scener till föreställningarna. Maurice Utrillo blev sedan en av Montmartre mest kända konstnärer.
Bland Suzanne Valadons verk finns ett porträtt av kompositören Erik Satie med vilken hon hade en sex månaders lång förhållande med 1893. Satie friade redan efter deras första natt tillsammans. För Satie skulle intimiteten i deras relation vara den enda i sitt slag i hans liv. När den tog slut lämnade den honom, enligt hans egna ord, med "inget annat än en isande ensamhet som fyller huvudet med tomhet och hjärtat med sorg. "
Valadon gifte sig med börsmäklare Paul Mousis 1896. Äktenskapet slutade 1909 då hon lämnade honom för en målare hälften av hennes ålder, André Utter. Hon gifte sig med Utter 1914, men det äktenskapet varade inte heller.
Suzanne Valadon dog den 7 april 1938 och begravdes i Cimetière de Saint-Ouen i Paris. Bland de närvarande vid hennes begravning var hennes vänner och kollegor, André Derain, Pablo Picasso och Georges Braque.

## Eftermäle
Nedslagskratern Valadon på planeten Venus och asteroiden 6937 Valadon är uppkallade efter henne.

## Galleri

### Målningar gjorda av Suzanne Valadon

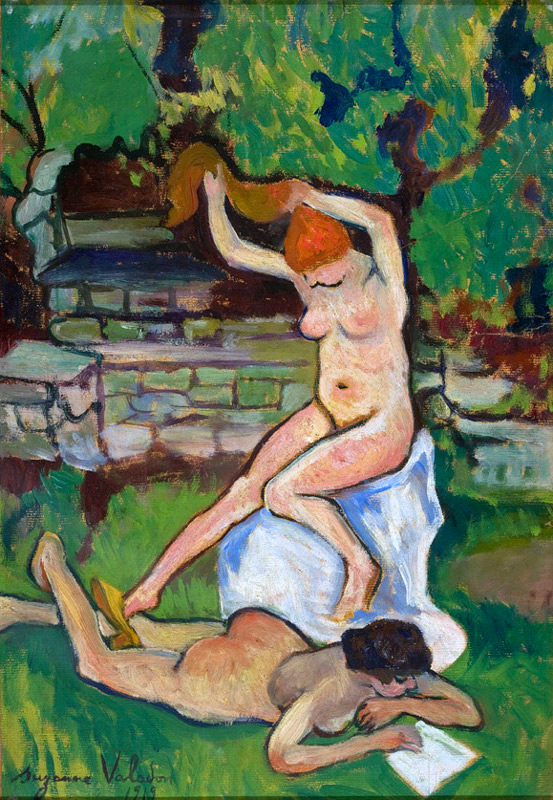
Nakna (1919)
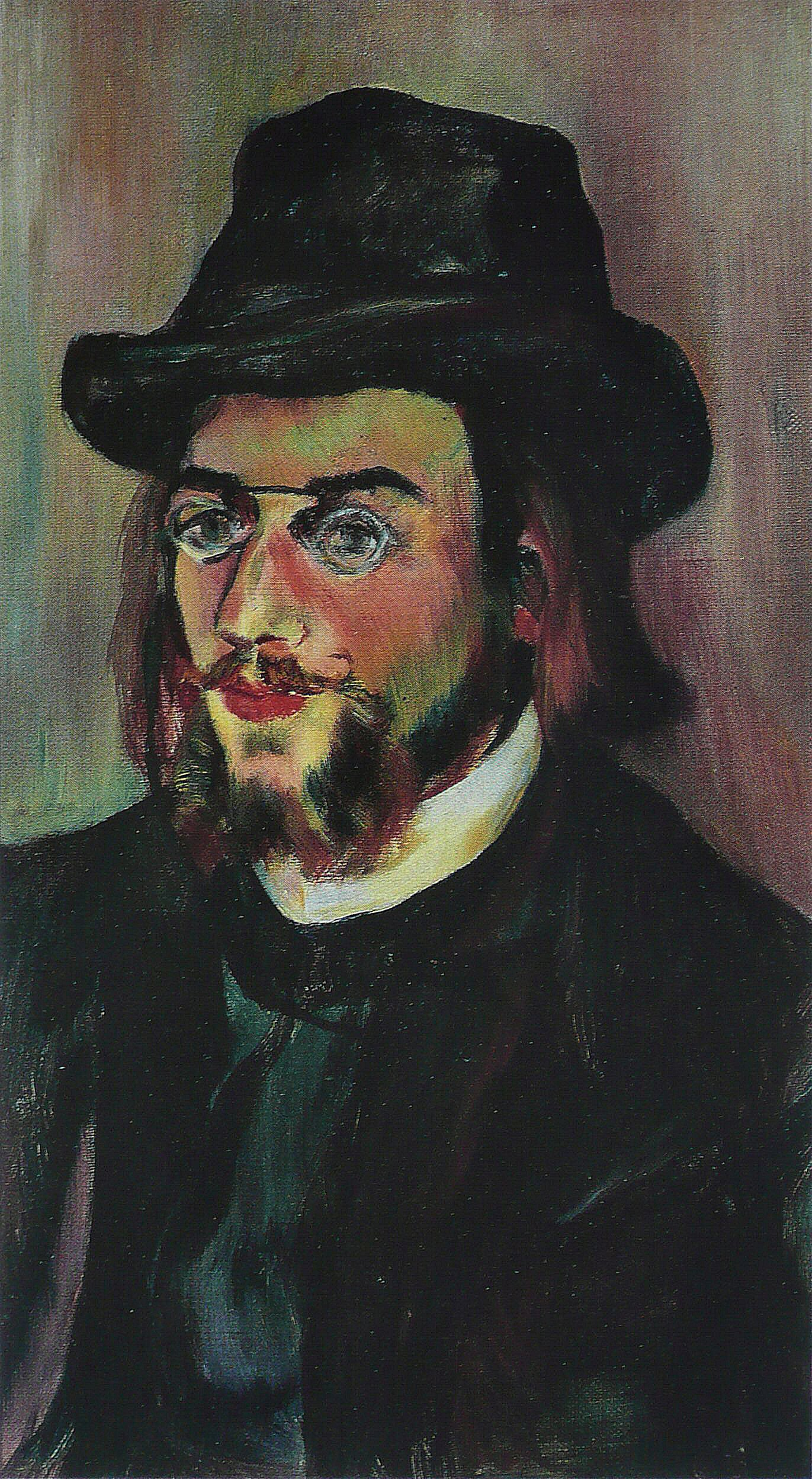
Porträtt av Erik Satie (1893)
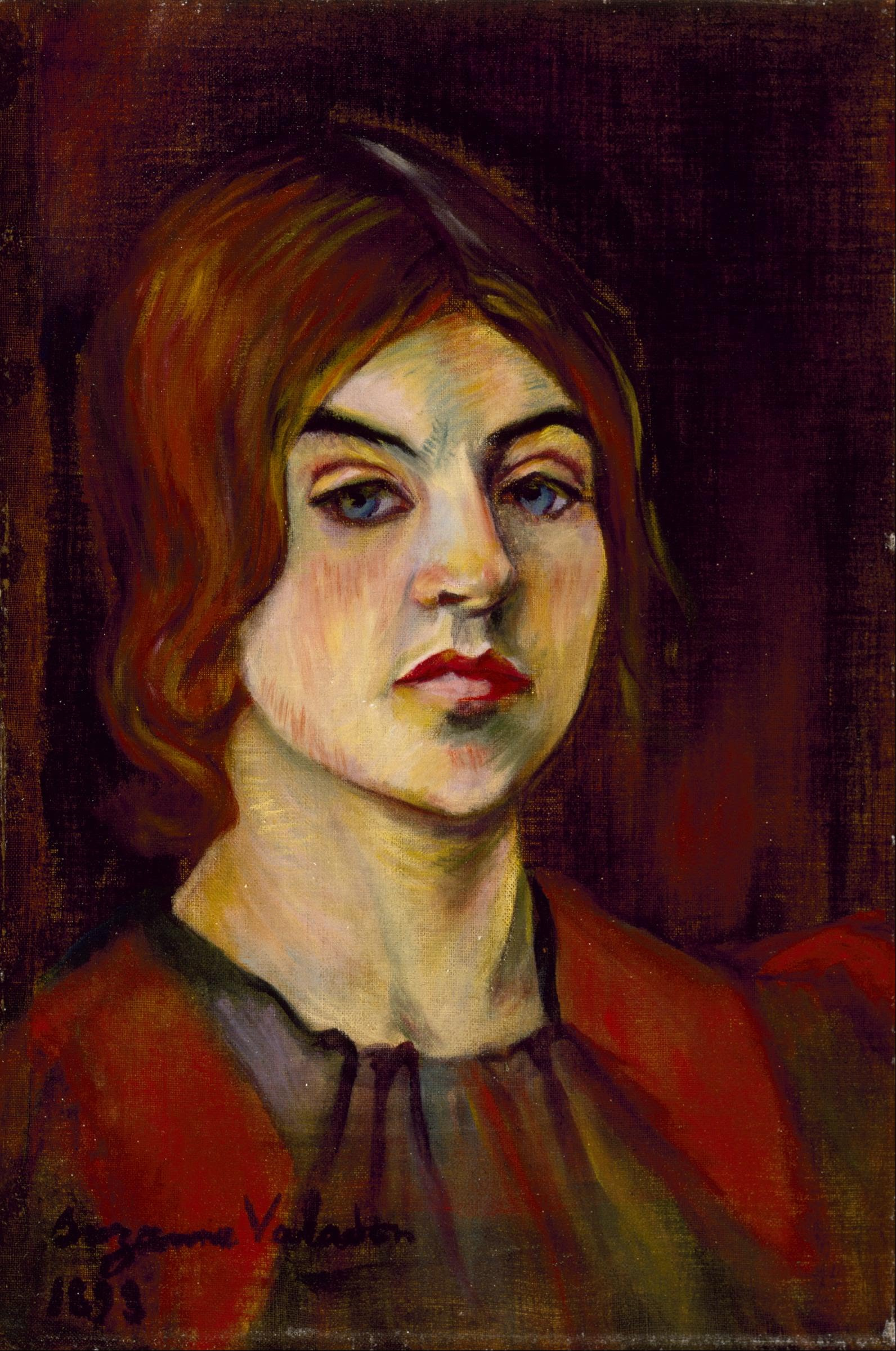
Självporträtt (1898)
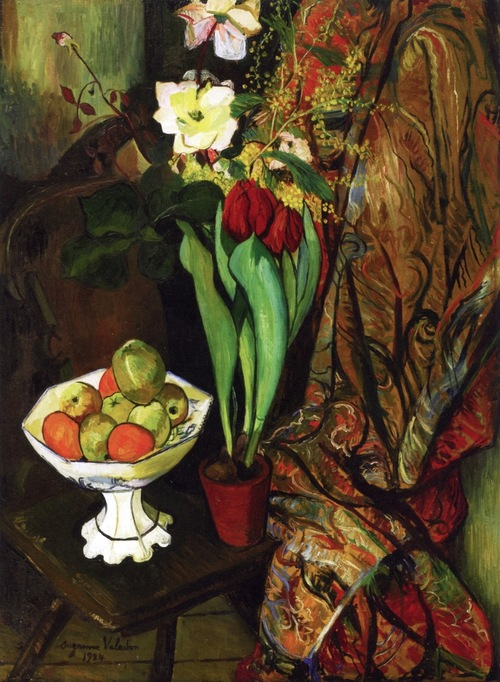
Stilleben (1924)
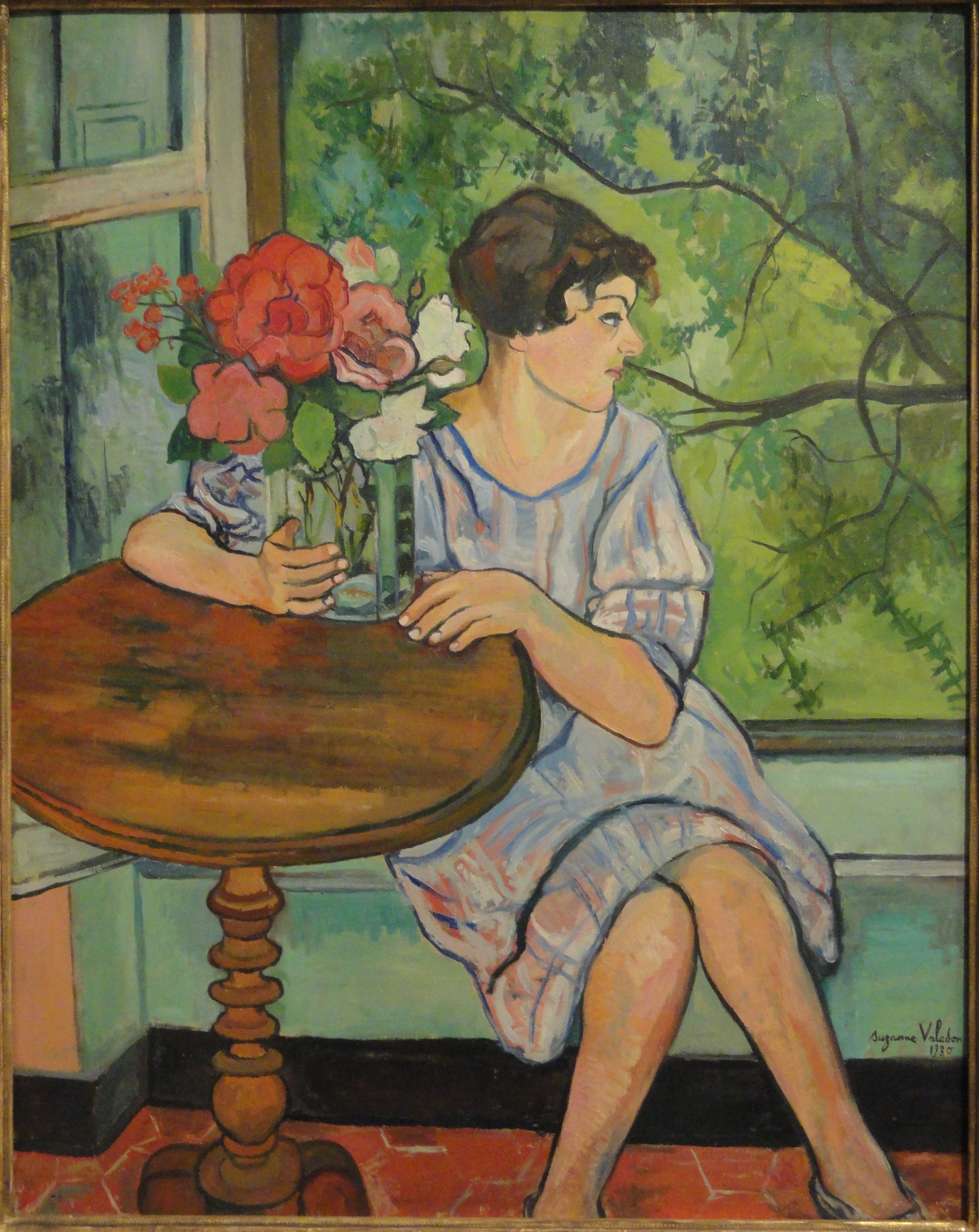
Kvinna vid fönster (1930)
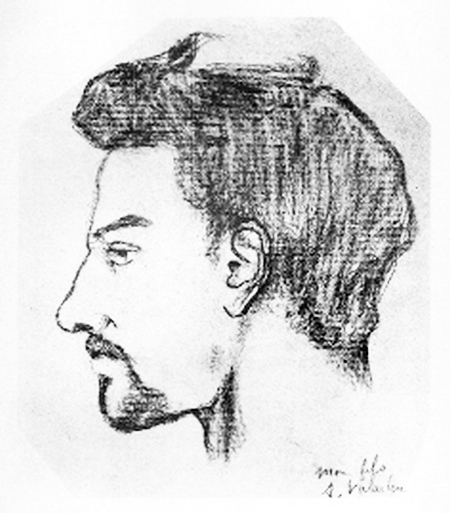
Litografi av hennes son Maurice Utrillo.

### Målningar där Suzanne Valadon suttit modell

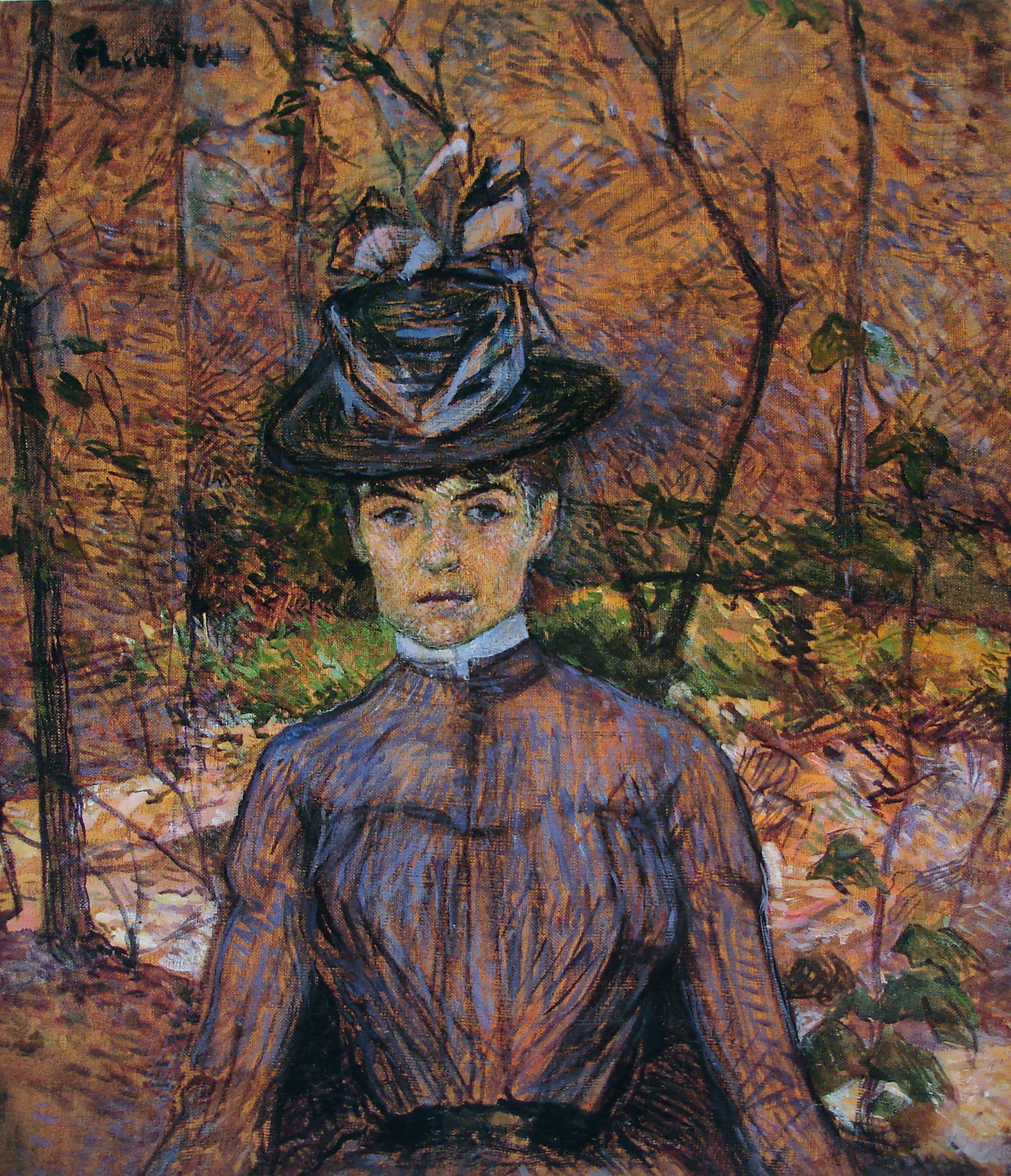
Henri de Toulouse-Lautrecs Porträtt av Suzanne Valadon (1885).
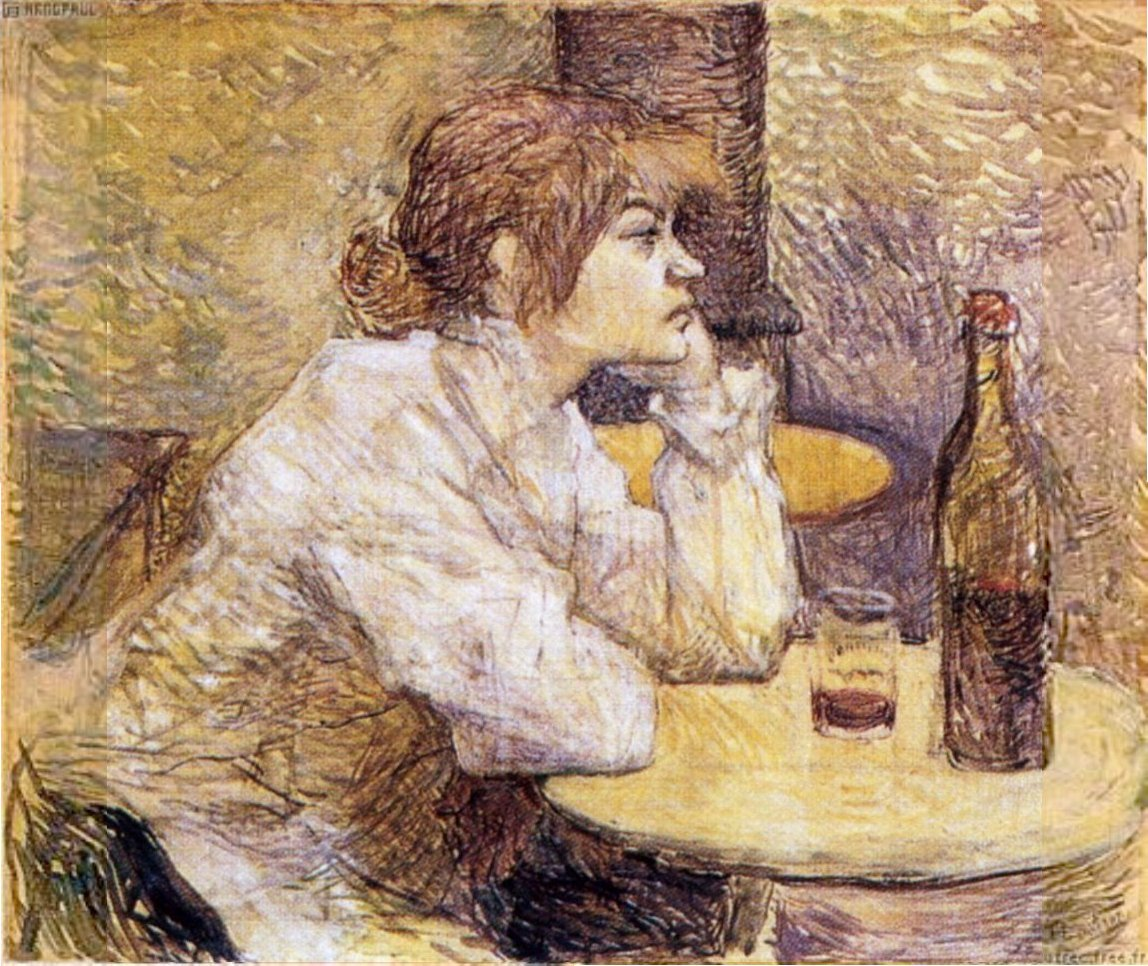
Suzanne Valadon (ca 1888) av Toulouse-Lautrec
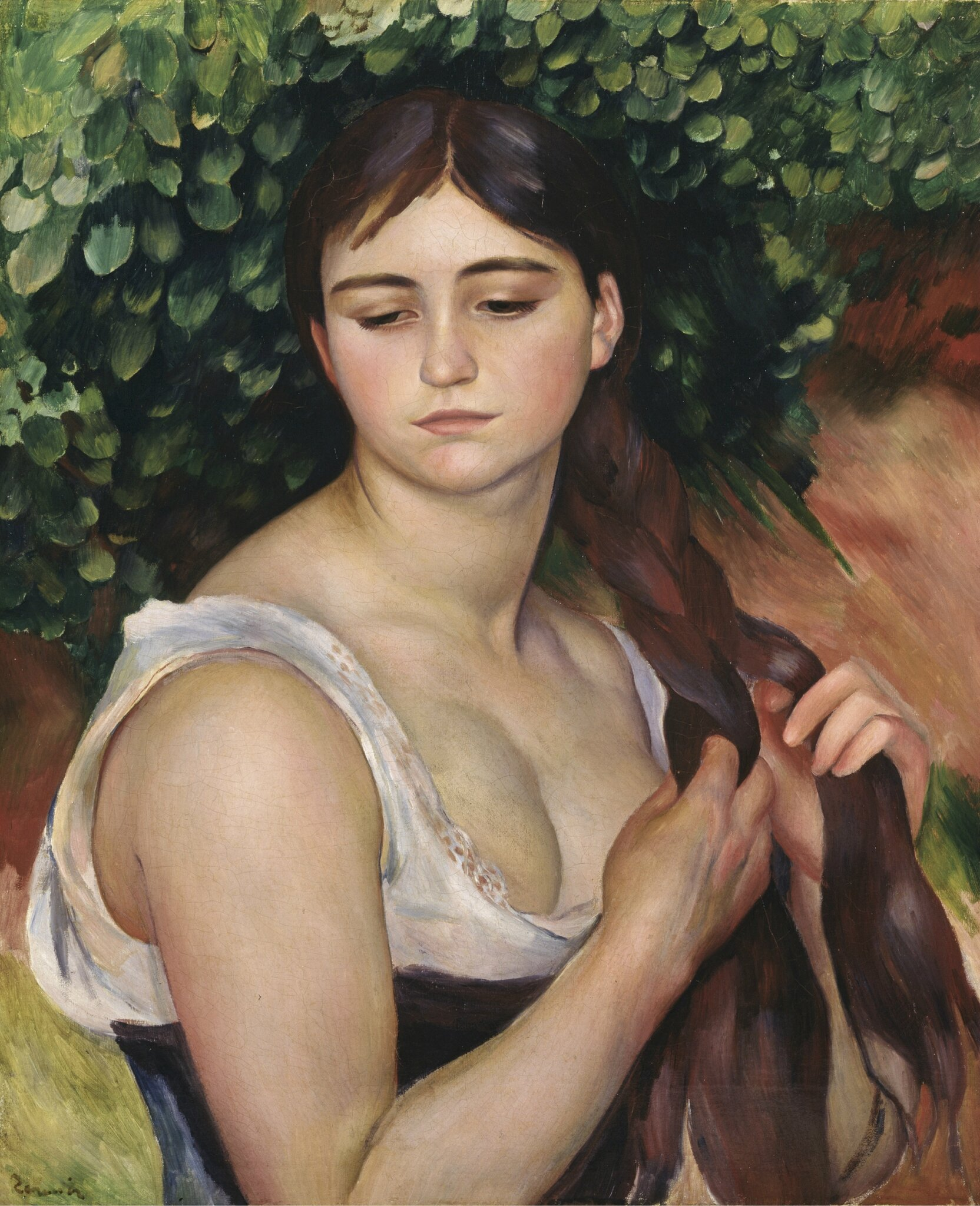
Flicka som flätar håret (1885) av Auguste Renoir
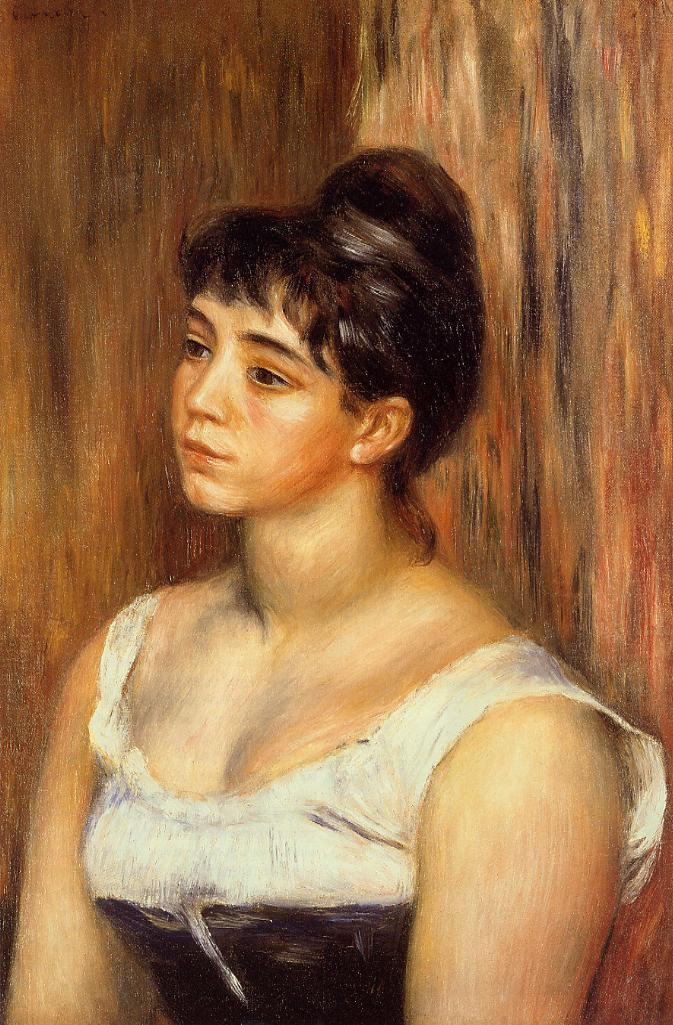
Suzanne Valadon (1885) av Auguste Renoir
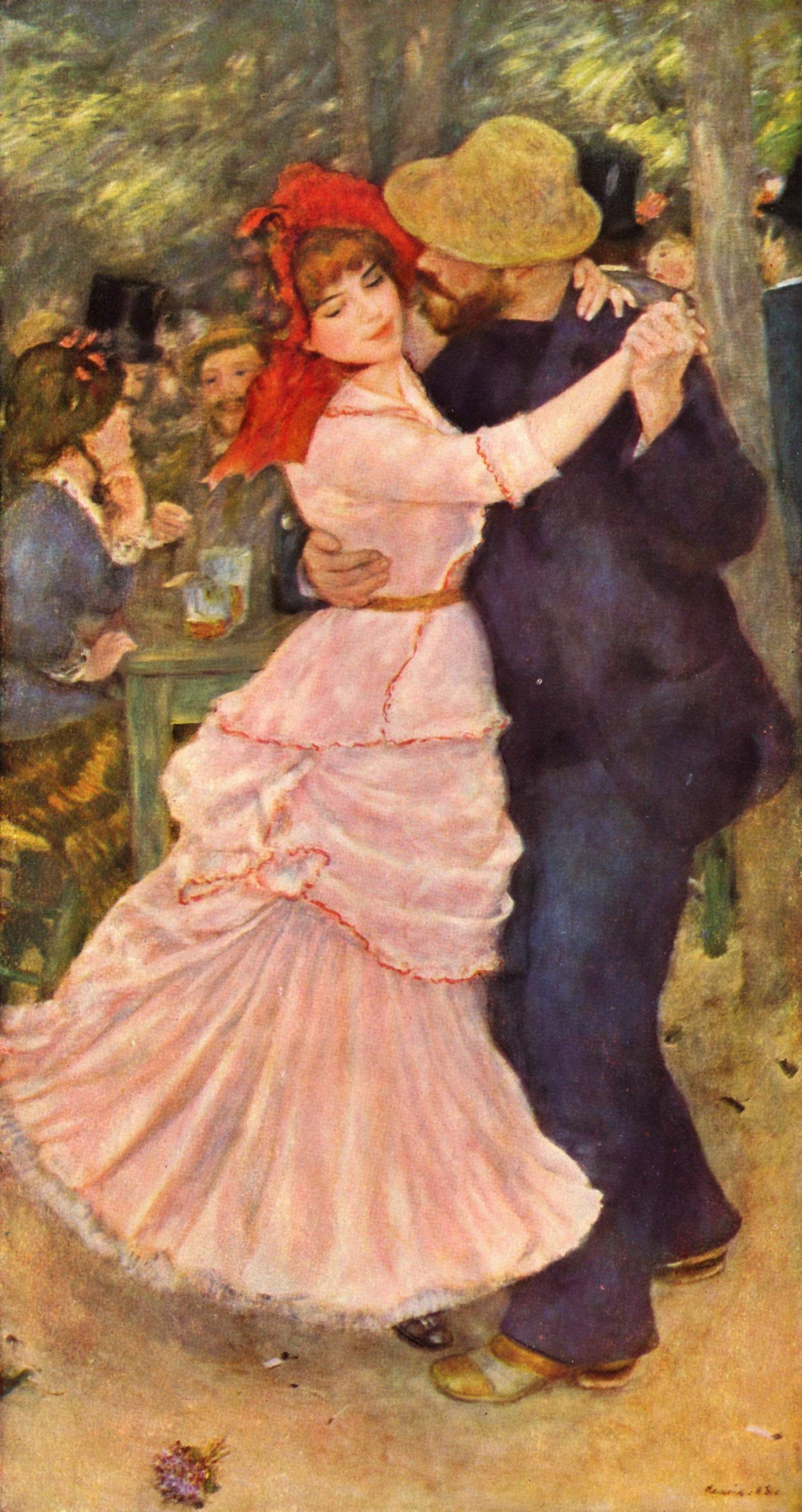
Dans i Bougival (1882-1883) av Auguste Renoir
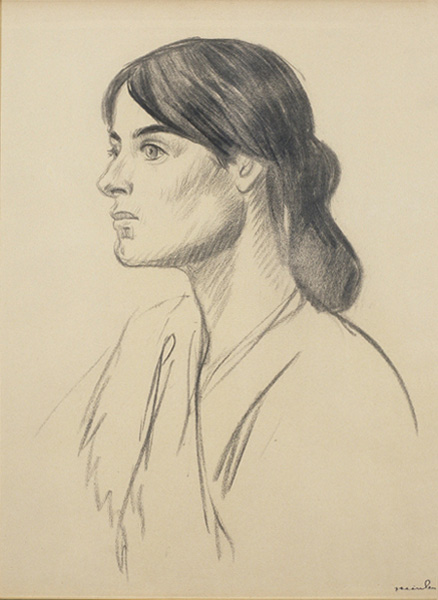
Suzanne Valadon av Théophile Steinlen